# Quai de la Rapée
Quai de la Rapée je nábřeží v Paříži. Nachází se ve 12. obvodu na pravém břehu Seiny.

## Poloha
Nábřeží vede na pravém břehu Seiny od Quai de Bercy a pokračuje podél proudu až k průplavu Bassin de l'Arsenal, kde končí u Boulevardu de la Bastille. Nachází se zde přístav Port de la Rapée.

## Historie
Název nábřeží vznikl ze jména majitele zdejšího léna. De la Rapée byl válečný komisař krále Ludvíka XV., který vlastnil zdejší pozemky a proto nábřeží nese jeho jméno.
Od roku 1978 nábřeží tvoří součást rychlostní silnice voie Georges-Pompidou.
V roce 1994 toto nábřeží inspirovalo spisovatele Michela Gastina k napsání románu Quai de la Rapée, za který o rok později obdržel Prix du Quai des Orfèvres.

## Významné stavby
Od roku 1914 poblíž Slavkovského mostu sídlí Ústav soudního lékařství v Paříži (Institut médico-légal de Paris). Na nábřeží má rovněž sídlo dopravní podnik RATP.